# Biomaterials Science
Biomaterials Science è una rivista scientifica sottoposta a revisione paritaria, che esplora la scienza alla base della funzione, delle interazioni e della progettazione dei biomateriali. È pubblicata dalla Royal Society of Chemistry.
L'attuale caporedattore è Jianjun Cheng (Westlake University, Cina), mentre la redattrice esecutiva è Maria Southall.
La rivista è stata fondata nel 2013 e da gennaio 2018 è la rivista ufficiale dell'European Society for Biomaterials.
Dall'inizio del 2016 la rivista è solo online. Pubblica ricerche primarie (comunicazioni e articoli completi) e rassegne stampa.

## Indicizzazione
Gli abstract e gli articoli della rivista sono indicizzati da:
- Science Citation Index[5]
- Index Medicus/MEDLINE/PubMed[6]
- Scopus[7]